# Lapo
Lapo  è un nome proprio di persona italiano maschile.

## Varianti
- Maschili: Papo[4], Papino[4]

## Origine e diffusione
Si tratta di un ipocoristico del nome Jacopo (o di Giacomo), attestato principalmente in Toscana. 
Era piuttosto in voga in epoca medievale, tanto che Dante, nella Divina Commedia, cita Lapo e Bindo come esempi di nomi assai comuni a Firenze ("non ha Fiorenza tanti Lapi e Bindi quante sì fatte favole per anno in pergamo si gridan quinci e quindi", Paradiso - Canto ventinovesimo). Nell'onomastica italiana moderna gode invece di scarsa diffusione, sebbene vada segnalato che a volte assume valenza di nome autonomo, senza più legame col nome dal quale deriva.

## Onomastico
L'onomastico si può festeggiare lo stesso giorno del nome Jacopo.

## Persone
- Lapo da Castiglionchio, canonista e scrittore italiano
- Lapo da Castiglionchio il Giovane, umanista e traduttore italiano
- Lapo degli Uberti, politico e poeta italiano
- Lapo Elkann, imprenditore e dirigente d'azienda italiano
- Lapo Gianni, poeta italiano
- Lapo Mazzei, notaio italiano
- Lapo Pistelli, politico e dirigente d'azienda italiano
- Lapo Saltarelli, politico, giurista e poeta italiano
- Lapo Tedesco, architetto italiano